# Pitta 'mpigliata
La pitta 'mpigliata es un dulce típico italiano consumido en época navideña, originario de La Sila y difundido al resto de la región de Calabria. El nombre proviene del griego πίτα (pita), vía latín, nombre que hace referencia a un tipo de pan. Esta reconocido como «producto agroalimentario tradicional» (p. a. t.) de Calabria.

## Historia
El origen de la pitta 'mpigliata se remonta al siglo XVIII. Se preparaba especialmente para ceremonias nupciales, como lo refiere un documento notarial de San Giovanni in Fiore, fechado en 1728.
Se dan variantes de la pitta 'mpigliata según el fruto seco usado, el tipo de miel, y en ocasiones el uso de coñac en lugar de vermú. Sin embargo, el dulce siempre conserva su forma típica plana y redonda, como una pitta (de donde deriva también la palabra pizza). También se encuentra en formas de pequeña rosa (rosellina o rosetta), rosca (cullura) o alargado como un turrón (torrone).
En San Giovanni in Fiore se celebra anualmente un evento promocional para dar notoriedad nacional a este dulce típico silano. Durante esta celebración, se intenta establecer el récord mundial de «la pitta 'mpigliata más larga».

## Preparación

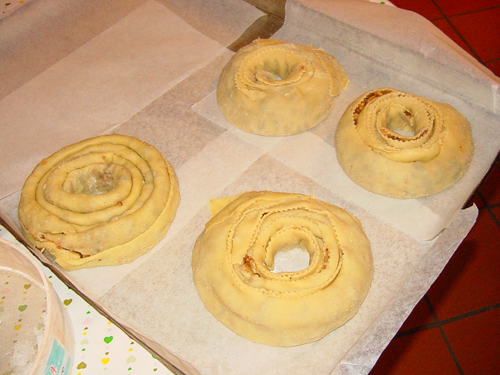
Pitta 'mpigliata previa al horneo

La pitta se elabora con masa de hojaldre de trigo duro, estirada con un rodillo y colocada en un molde circular de metal. La primera capa debe cubrir el fondo del molde. Luego, comenzando desde el centro, se rellenan con capas circulares de masa, alternando con pasas y almendras. Una vez lleno, el molde se hornea a 180 °C durante aproximadamente una hora y cuarto. Al retirarla del horno, según la receta el pan se humedecen con vermú, aceite de oliva o miel. Se puede cocer en el horno de casa, aunque tradicionalmente las masas se llevaban a cocer en los hornos locales o panaderías antes de las festividades. Para distinguir los moldes similares, cada familia utiliza marcas, como un confite, una ramita de olivo o un palillo.

## Denominación de origen
En colaboración con Legambiente y la Cámara de Comercio de Cosenza, en 2006 se inició el proceso para obtener la Denominación de Origen Protegida (D.O.P.) para la pitta 'mpigliata, como reconocimiento a este dulce típico de San Giovanni in Fiore. Este sello protegería la autenticidad de la receta, después de décadas de expansión en toda la región. 

## Galería de imágenes

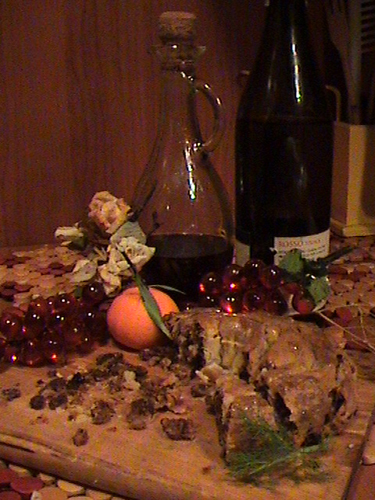
Pitta 'mpigliata
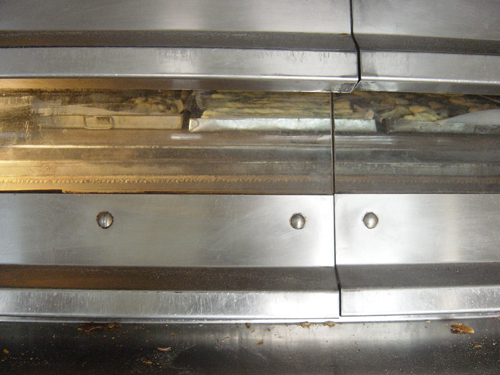
Pitta 'mpigliata, horneado
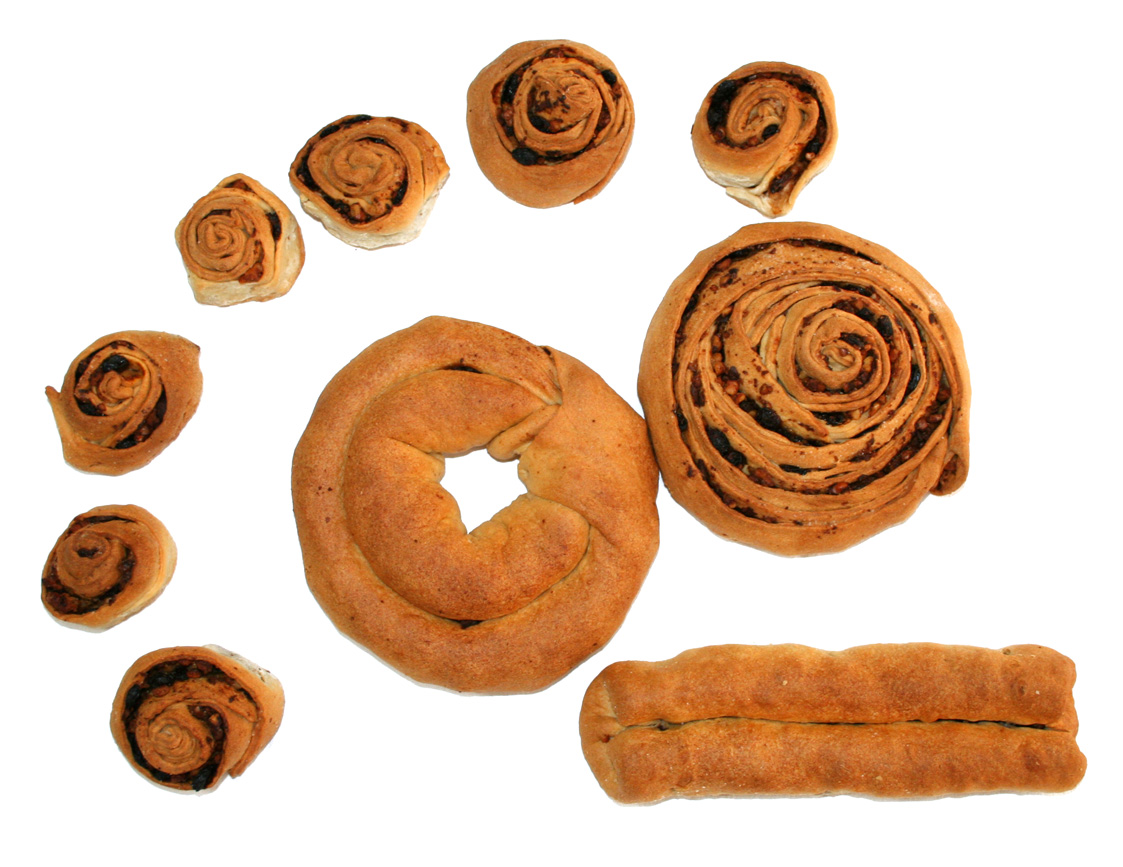